# Le Jingyi
Le Jingyi (chiń. upr. 乐靖宜; chiń. trad. 樂靖宜; pinyin Lè Jìngyí; ur. 19 marca 1975), chińska pływaczka. Wielokrotna medalistka olimpijska.
Największe sukcesy odnosiła w stylu dowolnym. Brała udział w dwóch igrzyskach (IO 92, IO 96), na obu zdobywała medale (łącznie cztery). W 1992 - jako siedemnastolatka - była członkinią srebrnej chińskiej sztafety. Cztery lata później triumfowała na dystansie 100 metrów kraulem. W Atlancie sięgnęła ponadto po dwa srebrne krążki. Była również mistrzynią świata w czterech konkurencjach w 1994 roku: 50 m, 100 m i 4 × 100 m stylem dowolnym oraz 4 × 100 stylem zmiennym.